# Tumbo dels Espandiols
La Tumbo des Espandiols est un dolmen situé à Maury, dans le département français des Pyrénées-Orientales.

## Historique
Le dolmen a été signalé en 1951-1952 par le propriétaire du terrain : l'édifice était connu comme étant la Tumbo des Espandiols (la « tombe des Espagnols ») et on y avait découvert des ossements humains. P. Ponsich et le propriétaire des lieux y pratiquèrent alors une fouille complète.

## Description
L'édifice est un petit dolmen ruiné. La chambre est une enceinte polygonale délimitée par cinq blocs de calcaire de petites dimensions : 0,50 à 0,75 m de long, 0,25 à 0,45 m de hauteur pour une épaisseur de 0,20 à 0,40 m. La grande dalle (1,80 m de long sur 0,85 m de large) visible au centre de la chambre n'est pas une table de couverture mais la dalle de chevet qui était encore en position verticale lors de la découverte du dolmen. Il est probable d'ailleurs que le dolmen n'était pas à l'origine recouvert par des dalles en pierre, d'une part parce que l'espace disponible sous dalle aurait été alors très faible ne facilitant pas son utilisation et d'autre part parce que le substrat calcaire local ne permet pas d'obtenir de grandes dalles.
En 1965, J. Abélanet a découvert à 200 m au sud-ouest du dolmen un petit habitat daté du Néolithique final vérazien.

## Matériel archéologique
Le matériel découvert comprend des ossements humains, des pointes de flèches en silex, des tessons de poterie, de nombreuses perles en stéatite bleu sombre et des rondelles de test de cardium. L'ensemble a été daté du Chalcolithique pyrénéen. Ce matériel pourrait correspondre à une réutilisation du dolmen qui aurait été construit par les occupants du village vérazien voisin. Tout le matériel découvert a été emporté par le propriétaire du terrain quand il émigra au Canada et il est désormais conservé dans un musée de Trois-Rivières.